# Xyris dawsonii
Xyris dawsonii är en gräsväxtart som beskrevs av Lyman Bradford Smith och Robert Jack Downs. Xyris dawsonii ingår i släktet Xyris och familjen Xyridaceae. Inga underarter finns listade i Catalogue of Life.